# 阿什坦
阿什坦（？—1683年），異名阿什壇、何錫談，字金龍，又字海龍，完顏氏，內務府鑲黃旗滿洲佐領下人，清朝初年官員、儒學者，專長翻譯。

## 經歷
內務府包衣佐領出身。達齊喀次子，自幼聰明靈敏，母親曾經錯怪責罵，阿什坦溫婉承受，不作辯駁；母親發現時說：「吾向誤責汝，汝何不辯？」阿什坦回答：「母教以正，奚敢辯！」有人問他緣故，他回答：「古人謂天下無不是的父母，稍萌自是之心，則傷父母之懷矣。吾不忍如是。」幼齡就喜愛讀書，對經書、史書無不研究，並且身體力行。

### 入仕
順治二年（1645年）以精通滿漢文，選授內院六品他敕哈哈番、內閣中書。
當時政局初定，政府公文兼用滿漢文，阿什坦翻譯《大學》、《中庸》、《孝經》、《通鑑總論》、《太公家教》等書，順治帝下詔刊行。其他致力於翻譯的人，都將其翻譯方法奉為準則。成書後，即使只懂滿文的滿人，也能藉以考察古書。
順治九年（1652年）策試滿洲進士壬辰科第二甲第三名進士出身，除授刑科給事中。

### 推行漢化
當時稗官小說盛行，滿人也紛紛翻譯。阿什坦反對將小說等雜書翻譯為滿文，以免荒廢聖賢經史，上奏言：「臣惟致治繫於人才，人才繫於讀書。古人云：『書能開人睿知』。然則稽古勤學，所益非小。皇上重文崇學，特開科選滿洲進士。八旗學者，家誦戶習，行見人才盛、文治興，而英儁輩出矣。抑臣更有慮者，學者立志，宜以聖賢為期，讀書務以經史為重。此外雜書無益之言，必概廢之而不睹。則庶乎學業日隆，則邪慝之心無由而入。近見滿洲譯書內，多有小說穢言。非惟無益，恐流行漸染，則人心易致於邪慝。況聖賢古訓，日詳究之，猶恐不及，何暇費日時於無用之地？臣請皇上諭八旗讀書人等，凡關聖賢義理，古今治亂之書，仍許翻譯，此外雜書穢言，概為禁飭，不許翻譯。此亦助揚教化，長養人才之一端也。」
又反對滿族女人不遵漢人禮教、任意出入公共場所，請求嚴訂旗人男女之別：「治國莫重於教化，教化莫要於風俗。自我皇上御極以來，凡禮義政教之本，俱已漸次舉行，將見六合一家，風俗自美。然臣每見滿漢婦女，或乘車，或徒步，紛紛街市，易貿貨物。男女雜沓，甚非禮法。臣思京師乃天下觀瞻之地，況今七品以上，俱膺封典，身為命婦，與寒門婦女不同。宦家習尚，更為國體所關，體統尤不可不存。伏乞聖鑒，勅部傳禁。以後八旗婦女，不得輕走街市，擁擠貿易。不惟風化之原可端，而政治之體亦美。」
又奏請定部院九品職官制度，以免官員任免升降失序：「臣惟致治之道，在於用人。用人之法，宜先定爵。我皇上圖治惟殷，求賢如渴，設官分職，滿漢並用。各有品級，有正從，一如前制，詳且善也。獨是滿漢文職，自一品以下，俱有等差，而部院衙門內，竟無五品之官。稽古酌今，不無未備之憾。開創之初，事從簡略。今我皇上車書一統，萬國來朝，豈容官制不詳，陞遷越等。夫用人不次，出於聖明之特眷，而尊卑爵級之大典，必不可略而不詳也。伏乞皇上勅下該部，詳酌確定一品至九品之制，庶幾定爵定秩，於焉大備，而銓衡次序，燦然有章矣。」都得到許可。
身為言官，累次疏奏都得到採納，於是滿族人開始崇尚儒學、經學，京師男女有別，風俗為之改變。
順治十一年（1654年），順治帝恢復明制，裁內務府，設立十三衙門。十二年改尚方司為院，十七年改禮儀監為院。阿什坦此時期歷官尚方院員外郎、文書館員外郎、禮儀院員外郎，並教習內侍讀寫滿文。後因延誤奉先殿祭禮遭革職，仍不帶銜以白衣領教習事。順治帝召見阿什坦，諭說：「爾慎勿執拗，用心教讀，行復大用也。」

### 不附權臣
康熙初，裁併十三衙門，內侍各放歸鄉里，復設內務府，阿什坦賦閒家居。數年間輔政大臣、一等公鰲拜專政，士人爭相攀附，只要受到關注，能立即升遷。鰲拜胞弟都統穆里瑪之妻是阿什坦的妹妹。穆里瑪向鰲拜舉薦阿什坦有賢能，鰲拜令其拜見一面，始終避不前往。曾有人賄賂三千兩白銀，囑託有事要與穆里瑪商談，阿什坦即喝叱驅逐之。
康熙七年（1668年），康熙帝剷除鰲拜。開館修《世祖實錄》，大臣共同舉薦阿什坦充任纂修官。有同僚與阿什坦不合，奏言實錄已經具備大綱，實錄館中人員太多，應裁減數人，阿什坦因此未能參與纂修。隨後奏准另予敘用，康熙帝特旨任用，改調內務府。
九年（1670年），遇覃恩，敕授承德郎。
十二年（1673年），康熙帝在便殿召見阿什坦，問「節用愛人」，阿什坦回答：「節用莫要於寡欲，愛人莫先於用賢。」康熙帝對左右說：「阿什坦，我朝之大儒也！以其耿介不合時宜，未克大用，我當用之。」於是召令每天於乾清門內月華門旁侍值，朝夕隨時顧問。康熙帝又賜貂裘一襲，時常賞賜御膳，恩寵有加。

### 晚年與思想
十八年（1679年）以年老有疾為由致仕，閉門拒絕訪客，披閱經史，焚膏繼晷不倦怠。
曾經訓誡兒子：「學當躬行實踐。爾等講一分，不如行一分。古來聖賢，不徒在口頭議論。」又說：「爾等慎勿以公而營私也。我別無可法，但傲官三十年，不趨媚權勢，不濫收無義之財，是可質之於神明。汝等當法之。」又教兒子們說：「爾等慎勿服藥，凡醫所能愈之疾，皆可自愈；而自愈之疾，往往因藥纏綿，遂致不起。今之醫人，既無扁鵲、華佗之儔，乃向庸庸輩求生，以試其藥，非慎疾不敢嘗之義。人能於飲食起居，不失常度，思慮意念，不馳騁外慕，則自可少疾。至於修短之數，已有成命，豈樹皮、草根所能挽回耶。」
又曾說：「范文正公義田一事，吾最羨慕，第恨力不足耳。」於是與諸位弟弟、子姪，共同商議成立「義會」：一家有喪事，則凡是有俸祿或領月銀者，每人捐銀一兩五錢，即在當天就湊足額度幫助之；外人有致贈慰問禮金也聽其自便。從此有喪事之家，倉促間也能辦妥。阿什坦的子孫到清朝中期仍然遵守。
在此之前，阿什坦岳父吳巴太無子，死前將一張憑證交給阿什坦說：「吾不幸無後，遺產當與族子弘德。若真長者，故以券相付。倘有爭者，若必證之。」之後果然有爭產之事，訴訟於戶部，並且有以利益引誘者。阿什坦毅然說：「吾可負死者耶！」持票券報陳戶部，於是還原了事實。
入關前居住在奉天時，族人吳巴禮以及郎圖，貧困無法自立，託身豪強大戶為奴僕。阿什坦之父達齊喀以金贖回，並各給予兩人莊園、地產、奴婢，令其聚眾成家。之後吳巴禮卒而無子，族人請求歸還以往授予的財產。阿什坦說：「我父仁恤宗族，故與吳巴禮。今即無後，郎圖其從子也，宜即與之。收產非先人恤族意。」因此對諸位兒子說：「爾等處事，凡事莫占便宜。凡便宜處，即是不義。此天理人欲之所以分，而君子小人之所以辨也。爾兄弟能以是言始終守之，是所願也。」理念強調義利之分。
二十二年（1683年）卒。
死前一年，曾對諸子說：「人之生死，如草木之榮枯，此自然之理也。明年吾其逝乎！」隔年果然重病，臥病在床時告戒諸子：「族子特義順，卒無嗣。官產雖當我得，然爾等皆已食祿，族中猶有窮乏者。任其婦與之，爾等慎勿承受。」諸位兒子都承諾，阿什坦才逝世。
二十三年（1684年）九月，以兒子鄂素遇覃恩，誥贈中憲大夫、慎刑司郎中、管佐領事。
二十七年（1688年），以兒子和素遇覃恩，誥贈奉政大夫、上駟院郎中、繙書房總管。
三十六年（1697年），以兒子赫世亨遇覃恩，誥贈通議大夫。

## 著作
- 修撰《清世祖章皇帝實錄》
- 翻譯《大學》為滿文
- 翻譯《中庸》為滿文
- 翻譯《太公家教》為滿文
- 翻譯《潘氏總論》[2]為滿文
- 翻譯《孝經》為滿文
- 編《大學講義》
- 編《中庸講義》
- 《奏稿》

## 家庭及關聯
- 先祖：完顏守祥。
- 父：達齊喀。
- 子：鄂素、和素、赫世亨。
- 孫：留保、白衣保。
- 六世孫：麟慶。